# Northwood (Merseyside)
Northwood – osada w Anglii, w Merseyside, w dystrykcie metropolitalnym Knowsley. Leży 1,2 km od miasta Kirkby, 11,8 km od miasta Liverpool i 289,7 km od Londynu. W 2011 miejscowość liczyła 7261 mieszkańców.